# Ventall de crosta hirsut
El ventall de crosta hirsut o crosta de soca hirsuta (Stereum hirsutum)  és una espècie de fong de l'ordre dels russulals (Russulales). És un fitopatogen d'alguns arbres. S. hirsutum al seu torn és parasitat per altres espècies de fongs com el fong gelatinós (Tremella aurantia).
Els substrats per a S. hirsutum inclouen branques i fustes mortes tant de coníferes com d'arbres de fusta dura (incloent la d'alzina).
Fa cossos fructífers com conquilles de fins a 8 cm de diàmetre, per sota l'himeni és llis. Ocasiona un podriment blanc de la fusta.